# 윤의제
윤의제(尹義濟, 1640년 ~ 1680년)는 조선 후기의 문신, 정치인이다. 음서 제도음서로 관직에 올라 통덕랑으로 재직 중 생원시에 합격하고, 그해 문과에 급제, 삼사의 요직을 거쳐 1680년 충청도 관찰사로 승진했다. 그러나 그해의 경신대출척 때 유배되었다. 1691년에 신원되었다. 자는 정백(正伯), 본관은 남원(南原)이다. 
1677년 예문관검열로 재직 중 적상산사고에서 본 실록의 내용을 발설했다가 배소에서 죽게 된다. 통덕랑을 지내고 사후 의정부영의정에 추증되고 대성부원군에 추봉된 윤희손(尹喜孫)의 증손으로, 할아버지는 사헌부대사헌 윤효전(尹孝全)이고, 아버지는 의정부우찬성 백호 윤휴(尹鑴)이며, 어머니는 안동권씨로 권첩(權怗)의 딸이다.

## 생애

### 생애 초반
1640년 백호 윤휴와 그의 부인 안동권씨의 아들로 태어났다. 음보로 출사하여 통덕랑을 지냈다. 통덕랑 이조좌랑(吏曹佐郞)으로 재직 중 1675년(숙종 1) 생원시에 합격하여 생원이 되었다. 그 해의 증광문과(增廣文科)에 병과(丙科)로 급제, 사관(史官)으로 기용되고, 정언(正言), 지평(持平), 교리(校理) 등을 지냈다. 
이후 남인의 저격수가 되어 서인 공격에 가담했고, 송시열, 임규(任奎) 등을 공격하였다.

### 관료 생활
1677년 예문관검열 윤의제(尹義濟)가 적상산사고(赤裳山史庫)에 포쇄(曝曬, 책의 부패를 방지하기 위해 볕에 습기를 말림)하러 갔다가 《인조실록》을 우연히 열람하였다. 이때 인조실록 내용 중, 효종이 뇌물을 써서 세자 자리에 오르게 되었다는 기사를 본 윤의제는 집에 돌아가 아버지 윤휴(尹鑴)에게 전하였다. 이를 전해들은 윤휴는 그것을 밝히기 위해 상소하려 했으나, 당시의 집권당인 남인 영수들의 만류로 중지하였다. 그 뒤 1680년 경신옥사로 윤휴는 처형되고, 윤의제는 귀양가서 죽게 된다.
이후 그는 인조실록에 언급된 효종이 뇌물로 세자가 되었다는 내용의 사실 여부를 가리자고 했다가 서인들의 공격을 받게 된다. 1677년 교리(校理), 검열을 지내고 이후 부수찬(副修撰)을 거쳐 1679년(숙종 5) 1월 부제학 이당규(李堂揆)가 홍문록(弘文錄)을 선발할 때 이한명(李漢命), 심벌 등 15인과 함께 선발되었다. 그해 11월 이원정 등과 함께 고시관이 되어 그 해의 과거를 감독하였다.

### 유배와 최후
1680년 헌납(獻納)이 되었으며, 그해 승진하여 충청도 관찰사를 지냈다. 이 해 경신대출척(庚申大黜陟)으로 아버지 윤휴가 유배되었다가 사사(賜死)되자 윤의제 역시 서인이 장악한 삼사로부터 탄핵을 당하고 극변(極邊)에 유배되었다가 배소에서 병사했다. 이때 서인은 그가 왕조실록에서 본 내용의 진상규명을 요청을 두고 모함이라고 하여 죄를 추가할 것을 건의하였으나 숙종이 듣지 않았다. 1691년(숙종 17) 서인계열의 계속된 반대에도 불구하고 신원(伸寃)되었다. 1694년 추탈되었다가 1795년 정조 때 복권되었다.

### 사후
1689년 기사환국으로 남인이 집권하자 윤의제의 동생 윤하제(尹夏濟)가 노이익(盧以益)에게 요청하여 노이익의 명의로 인조실록에 언급된 내용의 사실 여부를 규명하자는 상소를 올렸다. 그러나 영의정 권대운(權大運)은 실록은 비사(秘史)이므로 내어다 살펴보는 것을 반대하는 차자(箚子)를 올려 사실 규명이 중지되었다. 그러나 노이익이 계속 상소를 올리고, 이후 진상 규명을 하자는 여론이 나타나면서 좌의정 목내선(睦來善) 등의 건의로 중신회의를 소집하여 그 의견을 물어 내각소장(內閣所藏) 《인조실록》을 내다가 살펴보았다. 그러나 찾아온 인조실록의 내용 일부는 찢겨진 채 사라졌고, 내용은 확인할 수 없었다. 그 결과 효종을 헐뜯은 기사가 없다고 해 노이익은 정배되고 윤하제는 삭탈관직을 당하였다. 또한 윤의제의 관직 역시 추탈을 청하는 등 논란이 계속되었다.
이때 옥천 유생 이조겸(李祖謙)은 내각소장 《인조실록》에 양행(兩行) 20여자가 오려내어져 없어졌다는 풍문이 있다고 주장하고, 그 진상을 밝혀야 한다고 상소하였다. 이 상소로 인해 다시 중신회의가 소집되고 적상산(赤裳山)·오대산(五臺山)·봉화(奉化)의 각 사고에 사관(史官)을 보내어 실록을 내다가 살펴보게 하니 내각소장의 실록과 비슷하게 양행 20여자가 칼로 오려져 있음이 밝혀졌다. 그러나 칼로 오린 것에 대한 규명은 하지 못하고 사건은 그대로 종결되었다.
1694년 갑술옥사로 남인이 실권하고 서인이 집권하면서 국면이 변해 윤의제와 윤하제, 노이익 등이 흉모를 꾸몄다 하여 국문이 단행되었다. 노이익의 문제가 다시 거론되어 국청이 설치되자, 노론은 역률로써 당시 남인들을 처벌하려 하였다. 그러나 영의정 남구만(南九萬)을 비롯한 박세채(朴世采), 윤지완(尹趾完) 등 소론의 영수들은 일사부재리(一事不再理)의 법례를 들어 반대하였다. 의금부에 투옥된 노이익은 오랜 고문을 당했으나 선왕에 대해 헐뜯은 것을 바로잡아 보려 한 것이지 선왕을 헐뜯어 멸시하려는 뜻이 아니었다고 진술하여 결국 역률로써 다스리지 못하고 단지 사관을 모함하고 사림을 해치려 했다는 죄목으로 처형당했다. 이 일로 윤의제는 허위 사실을 유포했다는 이유로 노론의 집중 공격을 받아 다시 삭탈관직되었고, 1795년 정조 때 가서야 다시 복권된다.

## 가족 관계
아들이 없었으므로 동생 윤은제(尹殷濟)의 아들 윤상정을 양자로 삼았다.
- 고조부 : 윤호(尹虎)
  - 증조부 : 윤희손(尹喜孫)
    - 조부: 윤효전(尹孝全, 1563년 ∼ 1619년)
    - 조모 : 파평윤씨, 윤담휴의 딸, 할아버지 윤효전의 본처
    - 서조모 : 덕수이씨, 충무공 이순신의 첩의 딸
      - 이복 백부 : 윤영(尹鍈, 1611년 - 1691년)
      - 이복 백모 : 전주 이씨, 오리 이원익의 첩의 딸

    - 조모 : 경주김씨(慶州金氏, ? - 1656년 6월, 첨지중추부사 김덕민(金德民)의 딸, 아버지의 생모 
      - 아버지 : 윤휴(尹鑴, 1617년 - 1680년)
      - 어머니 : 안동권씨, 권첩(權怗)의 딸
        - 동생 : 윤하제(尹夏濟)
          - 조카 : 윤상흥(尹相興)
          - 조카사위 : 신필해(申弼海)
          - 조카사위 : 이한덕(李漢德)

        - 동생 : 윤은제(尹殷濟)
          - 조카 : 윤상태(尹相泰)
          - 조카 : 윤상정(尹相鼎), 윤의제의 양자로 출계
          - 조카 : 윤상리(尹相履)
          - 조카 : 윤상항(尹相恒)

        - 동생 : 윤륭제(尹隆濟)
          - 조카 : 윤상선(尹相宣)

        - 동생 : 윤경제(尹景濟)
          - 조카 : 윤상정(尹相靖)
          - 조카 : 윤상덕(尹相悳)

        - 누이 : 남원윤씨
        - 매부 : 임수(林滫)
        - 본처 : 권혜(權惠, 1642 ~ ?) - 탄옹 권시의 차녀
          - 양자 : 윤상정(尹相鼎), 동생 윤융제의 아들
          - 장녀 : 남원윤씨
          - 사위 : 송진룡(宋震龍)
          - 차녀 : 남원윤씨
          - 사위 : 이한제(李漢濟)
          - 삼녀 : 남원윤씨
          - 사위 : 이주우(李柱宇)

        - 후처 : 원주 변씨

- 외할아버지 : 권첩(權怗)
- 처조부 : 권득기(權得己)
  - 장인 : 권시(權諰)
    - 처남 : 권기(權愭)
    - 처남 : 권유(權惟)
    - 처형 : 권아(權雅, 1632 ~ ?)
    - 동서 : 윤증, 소론의 영수
    - 처제 : 권태(權兌, 1646 ~ ?)
    - 동서 : 송도현(宋道顯)
- 사돈 : 송시열

## 같이 보기
| - 윤휴 - 허목 - 이원정 - 이담명 - 이서우 - 이현일 - 윤선도 - 홍우원 - 허적 - 윤효전 | - 윤자관 - 권시 - 이유태 - 송시열 - 송준길 - 권상하 - 윤증 - 윤선거 |